# (34735) 2001 QA69
2001 QA69 (asteroide 34735) é um asteroide da cintura principal. Possui uma excentricidade de 0.19707420 e uma inclinação de 5.15505º.
Este asteroide foi descoberto no dia 17 de agosto de 2001 por LINEAR em Socorro.